# Cyphalonotus elongatus
Cyphalonotus elongatus är en spindelart som beskrevs av Yin, Peng och Wang 1994. Cyphalonotus elongatus ingår i släktet Cyphalonotus och familjen hjulspindlar. Inga underarter finns listade i Catalogue of Life.